# Kōdōkan (Mito)
Le Kōdōkan (弘道館) est la plus grande école Han de l'époque d'Edo. Située à Mito, préfecture d'Ibaraki au Japon, trois de ses bâtiments sont désignés biens culturels importants et l'école est un « site historique spécial ».

## Histoire
Le Kōdōkan est fondé en 1841 par Tokugawa Nariaki, neuvième daimyō du domaine de Mito. L'admission se fait à l'âge de 15 ans et le programme comprend la médecine, les mathématiques, l'astronomie, le confucianisme, l'histoire, la musique et les arts militaires,. Tokugawa Yoshinobu est retenu au Kōdōkan après son abdication en 1867. L'école ferme en 1872 après la restauration de Meiji et l'introduction du nouveau système scolaire. Dans le principal bâtiment est suspendu un kakemono avec l'inscription « Son-jo », abréviation du slogan contemporain « Sonnō jōi », « Révérez l'empereur, expulsez les étrangers ». Le Kōdōkan est endommagé par le séisme de 2011 de la côte Pacifique du Tōhoku.

## Bâtiments
- Seichō (正庁?) (1841) (bien culturel important)[5].
- Shizendō (至善堂?) (1841) (BCI)[6].
- Seimon (正門?) (1841) (BCI)[7].
- Temple confucéen : caractéristique commune des écoles han parce que la doctrine est interprétée comme fondement des quatre ordres de la socièté, avec les samouraïs au sommet[4],[8].